# کارلو کروچه
کارلو ام. کروچه (متولد ۱۷ دسامبر ۱۹۴۴) یک پزشک متخصص انکولوژی (تومورشناسی) و شناخته شده در زمینه تحقیقات سازوکار ژنتیکی سرطان است. کروچه یکی از شناخته شده‌ترین محققان ایتالیایی در جهان است و در حال حاضر مشغول مطالعه rna و نقش آن‌ها در انکولوژی است.
کروچه جوایز متعددی دریافت کرده‌است که از جمله آن‌ها می‌توان به جایزه یادبود Clowes از انجمن آمریکایی تحقیقات سرطان در سال ۲۰۰۶ به پاس کشف مکانیزم مولکولی لوسمی (سرطان خون) اشاره کرد. در سال ۲۰۱۰ او به عنوان یکی از اعضای آکادمی آمریکایی علوم و هنر برگزیده شد.
کورچه به خاطر شایستگی‌هایی که از خود در زمینه علم نشان داد، مفتخر به دریافت نشان شایستگی جمهوری ایتالیا شده‌است. 
او در حال حاضر مدیر بخش ژنتیک سرطان انسان، رئیس بخش ویروس‌شناسی مولکولی، ایمنی‌شناسی و ژنتیک پزشکی و مدیر مؤسسه ژنتیک در مرکز جامع سرطان دانشگاه ایالتی اوهایو است. او همچنین استاد سرطان‌شناسی پزشکی در دانشکده پزشکی دانشگاه فرارا هست.

## حرفه و تحصیلات
کروچه در ۱۷ دسامبر سال ۱۹۴۴ در میلان ایتالیا از یک زن خانه‌دار و یک مهندس مکانیک متولد شد. در سن ۲ سالگی، خانوده اش به رم نقل مکان کردند. در سال ۱۹۶۳ او وارد دانشکده پزشکی دانشگاه لا ساپلنزا دانشگاه رم شد و در سال ۱۹۶۹ با «درجه ممتاز» در پزشکی و لاتین فارق التحصیل گردید.
او کار خود را در ایالات متحده در سال بعد به عنوان یک استادیار در مؤسسه بیولوژی و آناتومی بیستار در فیلادلفیا آغاز کرد. در سال ۱۹۸۰ او استاد ویستار ژنتیک در دانشگاه پنسیلوانیا و دستیار مدیر در مؤسسه ویستار گردید. از ۱۹۸۸–۹۱ او مدیر مؤسسه تحقیقات سرطان و زیست‌شناسی مولکولی Fels در دانشگاه پزشکی در فیلادلفیا بود. در سال ۱۹۹۱ دکتر کروچه به سمت مدیر مرکز سرطان کیمل در کالج پزشکی جفرسون در دانشگاه توماس جفرسون در فیلادلفیا منصوب شد. در حالی که در جفرسون مشغول بود موفق به کشف نقش microRNA در بیماری زایی (pathogenesis) و پیشرفت سرطان شد که بیانگر یک کلاس جدید از ژن‌های مسبب سرطان است.
در سال ۲۰۰۴ او به دانشگاه ایالتی اوهایو نقل مکان کرد که در زمان تصدی مدیریتش بر برنامه ژنتیک سرطان انسان پژوهش‌های پایه‌ای و بالینی را هدایت می‌کرد. تمرکز تحقیقات پایه‌ای بر چگونگی فعال و غیرفعال ژن ها، چگونگی ارسال و تعدیل سینگال‌های منجر به رشد سلول و چگونگی ارتباط برقرار کردن سلول‌ها با سیستم ایمنی بدن بود. تحقیقات بالینی بر کشف ژن مرتبط با سرطان و جهش‌هایی که زمینه ابتلا به سرطان را فراهم می‌کنند، متمرکز بود.

## اکتشافات و جوایز

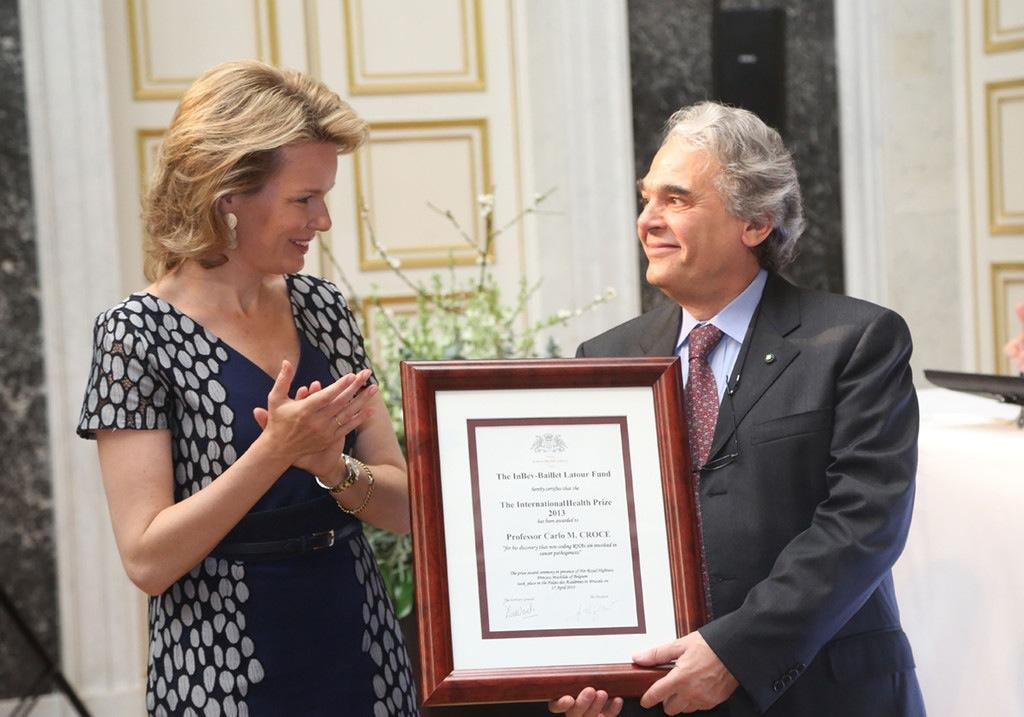
کروچه در حال دریافت جایزه InBev-Baillet Latour از والاحضرت ملکه ماتیلد از بلژیک

## زندگی شخصی
کروچه دارای دو فرزند یکی متولد ۱۹۷۹ و در سال ۱۹۹۷ است.